# Vasil Alarupi
Vasil Alarupi, ps. Bendo Shapërdani (ur. 26 listopada 1908 w Korczy, zm. w sierpniu 1977 we Framingham) – albański pisarz i działacz faszystowski.

## Życiorys
Został przewodniczącym założonej w 1937 roku faszystowskiej organizacji młodzieżowej Lupi di Roma. Był zaangażowany w spisek przeciwko królowi Zogowi I, za co pod koniec 1938 roku został internowany w Krui lub w Durrës.
W 1937 roku przetłumaczył na język albański Doktrynę faszyzmu, której autorstwo przypisuje się Benito Mussoliniemu.

## Książki
- Rivolucioni fashist I (1941)[5]
- Çupat e Vançit dhe novela të tjera nga jeta shqipëtare (1944)[1]
- Gega prej Rugove (1944)[1]
- Përralla për fëmijë (1944)[1]